# Mompha minimella
Mompha minimella é uma espécie de mariposa do gênero Mompha pertencente à família Coleophoridae.